# Softwaremetrik
Eine Softwaremetrik, oder kurz Metrik, ist eine (meist mathematische) Funktion, die eine Eigenschaft von Software in einen Zahlenwert, auch Maßzahl genannt, abbildet. Hierdurch werden formale Vergleichs- und Bewertungsmöglichkeiten geschaffen.

## Hintergrund
Formell spricht man davon, die Metrik auf eine Software-Einheit anzuwenden. Das Ergebnis ist die Maßzahl. Mit Software-Einheit ist in der Mehrheit der Fälle der zugrundeliegende Quellcode gemeint. Da der Quellcode üblicherweise auf eine oder mehrere einzelne Dateien verteilt wird, kann die Metrik je nach Art auf den ganzen Quellcode oder Teile davon angewendet werden. Es gibt zudem Metriken, wie etwa die Function-Point-Analyse, die bereits auf der Spezifikation von Software angewendet werden können, um im Vorfeld den Aufwand zur Entwicklung der Software zu bestimmen.
In der Form des Zahlenwerts, der Maßzahl, dient die Metrik als Maß für eine Eigenschaft, ein Qualitätsmerkmal, von Software. Sie kann einen funktionalen Zusammenhang repräsentieren oder auch aus einer Checkliste abgeleitet werden. Einfache Metriken zeigen die Größe des Quellcodes in Zeilen oder Zeichen auf, komplexere Metriken versuchen die Verständlichkeit des Quellcodes zu beurteilen. Mit einer geeigneten Zahl verschiedener Metriken kann beurteilt werden, wie aufwändig (sprich personal- und kostenintensiv) die Wartung, Weiterentwicklung und anschließende Tests der Software werden.
Von einem neu entwickelten Programm werden häufig nicht nur bestimmte Funktionen gefordert, sondern auch Qualitätsmerkmale wie zum Beispiel Wartbarkeit, Erweiterbarkeit oder Verständlichkeit. Softwaremetriken können dabei keine korrekte Umsetzung der Funktionen bewerten, sie können allenfalls vorherbestimmen, welchen Aufwand die Erstellung der Software etwa bereiten wird und wie viele Fehler auftreten werden.
Werden während der langfristigen Weiterentwicklung einer Software regelmäßig Metriken angewendet, können negative Trends, also Abweichungen vom Qualitätsziel, frühzeitig entdeckt und korrigiert werden.
Die Interpretation der Daten einer Softwaremetrik ist Aufgabe der Disziplin der Softwaremetrie, dort stellen die Softwaremetriken einen Teil der Basisdaten für die Interpretation dar.

## Definition nach IEEE Standard 1061
“software quality metric: A function whose inputs are software data and whose output is a single numerical value that can be interpreted as the degree to which software possesses a given attribute that affects its quality.”

„Eine Softwarequalitätsmetrik ist eine Funktion, die eine Software-Einheit in einen Zahlenwert abbildet, welcher als Erfüllungsgrad einer Qualitätseigenschaft der Software-Einheit interpretierbar ist.“

## Ordnung von Softwaremetriken
Metriken bedienen verschiedene Aspekte der entstehenden Software, des angewendeten Vorgehensmodells und der Bewertung der Erfüllung der Anforderungen.

### Nutzung
Der Einsatz von Metriken erstreckt sich von der Beurteilung der Entwicklungsphasen über die Beurteilung der Phasenergebnisse bis hin zur Beurteilung der eingesetzten Technologien. Das Ziel der Anwendung einer Metrik in der Softwareentwicklung ist die Fehlerprognose und die Aufwandschätzung, wobei zwischen vorlaufendem, mitlaufendem und retrospektivem Einsatz unterschieden wird.

### Beschränkung
Grundsätzlich sind Metriken, die überschaubar bleiben, eindimensional. Damit zwingen sie zur Vereinfachung. In der Regel wird das erreicht, indem
jede Metrik auf eine Sicht eingeengt wird. Das bedeutet dann zwingend, dass andere Sichten nicht gleichzeitig in gleicher Qualität bedient werden.
1. Sicht des Managements
  - Kosten der Software-Entwicklung (Angebot, Kostenminimierung)
  - Produktivitätssteigerung (Prozesse, Erfahrungskurve)
  - Risiken (Marktposition, Time-to-Market)
  - Zertifizierung (Marketing)
2. Sicht des Entwicklers
  - Lesbarkeit (Wartung, Wiederverwendung)
  - Effizienz und Effektivität
  - Vertrauen (Restfehler, MTBF, Tests)
3. Sicht des Kunden
  - Abschätzungen (Budgettreue, Termintreue)
  - Qualität (Zuverlässigkeit, Korrektheit)
  - Return on Investment (Wartbarkeit, Erweiterbarkeit)

### Klassifikation
Für die verschiedenen Aspekte der Bewertung gibt es Entwurfsmetriken, wirtschaftliche Metriken, Kommunikationsmetriken usw.
Metriken können verschiedenen Klassen zugeordnet werden, die den Gegenstand der Messung oder Bewertung bezeichnen:
1. Prozess-Metrik
  - Ressourcenaufwand (Mitarbeiter, Zeit, Kosten)
  - Fehler
  - Kommunikationsaufwand
2. Produkt-Metrik
  - Umfang (Lines of Code, Wiederverwendung, Prozeduren …)
  - Komplexität
  - Lesbarkeit (Stil)
  - Entwurfsqualität (Modularität, Kohäsion, Kopplung …)
  - Produktqualität (Testergebnisse, Testabdeckung …)
3. Aufwands-Metrik
  - Aufwandsstabilität
  - Aufwandsverteilung
  - Produktivität
  - Aufwand-Termin-Treue
4. Projektlaufzeit-Metrik
  - Entwicklungszeit
  - Durchschnittliche Entwicklungszeit
  - Meilenstein-Trend-Analyse
  - Termintreue
5. Komplexitäts-Metrik
  - Softwaregröße
  - Fertigstellungsgrad
6. Anwendungs-Metrik
  - Schulungsaufwand
  - Kundenzufriedenheit

### Gütekriterien
Eine Metrik aus der Produktionsphase der Software allein ist noch kein Gütekriterium. In der Regel werden Gütemerkmale an der Erfüllung der Anforderungen des Kunden und seiner Anwendung gemessen. Dabei sind die Übertragbarkeit der Ergebnisse und die Repräsentanz der Messwerte für den Kundennutzen von Bedeutung:
- Objektivität: keine subjektiven Einflüsse des Messenden
- Zuverlässigkeit: bei Wiederholung gleiche Ergebnisse
- Normierung: Messergebnisskala und Vergleichbarkeitsskala
- Vergleichbarkeit: Maß mit anderen Maßen in Relation setzbar
- Ökonomie: minimale Kosten
- Nützlichkeit: messbare Erfüllung praktischer Bedürfnisse
- Validität: von messbaren Größen auf andere Kenngrößen zu schließen (schwierig)

## Metriken
Einige der bekannteren Metriken sind:
- Anzahl der Codezeilen, engl. Lines Of Code, kurz LOC.
- das Function-Point-Verfahren zur Aufwandsabschätzung in der Analysephase
- COCOMO zur Errechnung von Projektkosten aus anderen Kennzahlen
- die zyklomatische Komplexität (nach McCabe) zur Komplexitätsbestimmung eines Programmodules
- die Halstead-Metrik zur Implementierungsabschätzung in der Entwurfsphase
- Kontrollflussorientierte Metriken wie Anweisungsüberdeckung, Zweigüberdeckung, Pfadüberdeckung oder Bedingungsüberdeckung

Durch Kombination vorhandener Metriken werden immer wieder neue Metriken entwickelt, die zum Teil neue Entwicklungen im Software Engineering widerspiegeln. Ein Beispiel hierfür ist die 2007 vorgestellte C.R.A.P. (Change Risk Analysis and Predictions) Metrik zur Beurteilung der Wartbarkeit von Code.
Um den Grad der Informationssicherheit in Systemen und Infrastrukturen zu bewerten, muss Sicherheit gemessen werden können. Sicherheitskennzahlen dienen dabei als objektive, quantifizierbare Maßzahlen, um Sicherheitsentscheidungen sowohl während der Anschaffungsphase als auch während des Betriebs treffen zu können. Ein Ziel von Sicherheitsmetriken ist der Nachweis, dass die geplanten und umgesetzten Sicherheitsmaßnahmen eine spezifische Sicherheitspolitik erfüllen. Entscheidungen und Bewertungen hinsichtlich der IT-Sicherheit werden so transparent und nachvollziehbar. Anwendungsgebiete für Sicherheitsmetriken sind die Beurteilung der Sicherheitslage, Sicherheitsmanagement oder Cyberversicherungen.

## Auswahl geeigneter Metriken
Zur Identifikation geeigneter Metriken kann das Goal Question Metric (GQM) Verfahren eingesetzt werden.

## Software-Messung und -bewertung
Software-Messung und -bewertung bezeichnet eine Disziplin im Bereich der Informatik, die sich mit der systematischen Vermessung und Bewertung verschiedener Eigenschaften von Softwareprodukten, -prozessen und -projekten befasst.

## Vorgehen
1. Phasen- und Rollenmodell festlegen
2. Ziele bestimmen
3. Metrik-Maske definieren
4. Messplan aufstellen
5. Daten sammeln
6. Daten validieren
7. Daten analysieren und interpretieren
8. Daten sichern und visualisieren